# Catena di Monte Maggiore
Catena di Monte Maggiore este o arie protejată (arie specială de conservare — SAC, sit de importanță comunitară — SCI) din Italia întinsă pe o suprafață de 5.184 ha, integral pe uscat.

## Localizare
Centrul sitului Catena di Monte Maggiore este situat la coordonatele 41°12′02″N 14°12′51″E / 41.200556°N 14.214167°E.

## Înființare
Situl Catena di Monte Maggiore a fost declarat sit de importanță comunitară în mai 1995 pentru a proteja 15 specii de animale. Situl a fost protejat și ca arie specială de conservare în mai 2019.

## Biodiversitate
Situată în ecoregiunea mediteraneană, aria protejată conține 8 habitate naturale: Pajiști uscate seminaturale și facies de acoperire cu tufișuri pe substraturi calcaroase (Festuco-Brometalia) (* situri importante pentru orhidee), Pante stâncoase calcaroase cu vegetație casmofită, Tufărișuri termo-mediteraneene și de pre-deșert, Păduri de fag din Apenini cu Taxus și Ilex, Peșteri inaccesibile publicului, Pajiști uscate seminaturale și facies de acoperire cu tufișuri pe substraturi calcaroase (Festuco-Brometalia) (* situri importante pentru orhidee), Pseudostepă cu ierburi și specii anuale de Thero-Brachypodietea, Păduri de Castanea sativa.
La baza desemnării sitului se află mai multe specii protejate:
- păsări (10): lăcar mare (Acrocephalus arundinaceus), ciocârlie-de-câmp (Alauda arvensis), prepeliță (Coturnix coturnix), muscar-gulerat (Ficedula albicollis), sfrâncioc roșiatic (Lanius collurio), sitar de pădure (Scolopax rusticola), turturică (Streptopelia turtur), sturzul viilor (Turdus iliacus), mierlă (Turdus merula), sturz-cântător (Turdus philomelos)
- mamifere (3): liliac cărămiziu (Myotis emarginatus), liliacul mare cu potcoavă (Rhinolophus ferrumequinum), liliacul mic cu potcoavă (Rhinolophus hipposideros)
- nevertebrate (1): croitorul mare al stejarului (Cerambyx cerdo)
- reptile (1): șarpele cu patru dungi (Elaphe quatuorlineata)

Pe lângă speciile protejate, pe teritoriul sitului au mai fost identificate 1 specie de mamifere, 3 specii de reptile.